# Duresa de Knoop
El  test de duresa de Knoop  (pronunciat  ku-NUP ) és una prova de microduresa, un examen realitzat per determinar la duresa mecànica especialment de materials molt trencadissos o làmines fines, on només s'hi poden fer petites esquerdes per realitzar la prova.
La prova va ser desenvolupada per Frederick Knoop i els seus companys del National Bureau of Standards (actualment el NIST) dels EUA el 1939, i va ser definit per l'estàndard de la ASTM D1474.

## Descripció
El test consisteix a pressionar en un punt amb un diamant piramidal sobre la superfície polida del material a provar amb una força coneguda, per un temps d'empenyiment determinat, i l'esquerda resultant es mesura utilitzant un microscopi.
La geometria d'aquesta marca és una piràmide ampla amb una relació entre l'amplada i l'alçada mitjana de 7:1 i amb uns angles de les cares respectives de 172 graus per a la vora llarga i 130 graus per la banda estreta. La profunditat de la incisió pot ser aproximadament d'1/30 de la longitud. La duresa de Knoop,  HK  o  KHN , s'obté amb la següent fórmula:
On:
 L  = longitud de l'esquerda en el seu eix llarg
 C   p  = factor de correcció relatiu a la forma de l'esquerda, idealment 0.070279
 P  = càrrega
Els valors de HK oscil·len generalment entre 100 i 1000, quan es calcula en les unitats convencionals de kg  f  · mm  -2 . Quan s'usa la unitat del sistema internacional, el pascal, la transformació és: 1 kg  f  · mm  -2  = 9.80665 MPa.
Entre els avantatges d'aquesta prova hi ha el fet que es necessita només una quantitat de mostra molt petita, i que és vàlida per a un rang molt ampli de forces. El principal desavantatge és la dificultat d'haver de fer servir un microscopi per a mesurar la incisió (amb una precisió de 0.5 micròmetres), i el temps necessari per preparar la mostra i aplicar la incisió.

## Taula de duresa

Comparació entre les escales de Mohs i de Knoop.

La Taula adjunta presenta valors indicatius de la duresa Knoop comparats amb els corresponents segons l'escala de Mohs.
| Mineral          | Escala de Mohs | Duresa Knoop |
| ---------------- | -------------- | ------------ |
| Talc             | 1              | 1            |
| Guix             | 2              | 32           |
| Or               | ~2.5           | 69           |
| Calcita          | 3              | 135          |
| Fluorita         | 4              | 163          |
| Apatita          | 5              | 430          |
| Ortoclasa        | 6              | 560          |
| Quars            | 7              | 800~900      |
| Topazi           | 8              | 1300~1400    |
| Corindó          | 9              | 2000         |
| Carbur de silici | ~9             | 2480         |
| Diamant          | 10             | 8000~8500    |